# Another Night (Jason Donovan-dal)
Az Another Night című dal az ausztrál Jason Donovan harmadik kimásolt kislemeze második Between the Lines című albumáról. A produceri munkálatokat a Stock Aitken Waterman trió végezte, és a dalokat is ők írták. 

## Megjelenések
12"  Spanyolország PWL Records – 656105-6
- A	Another Night (Sweet Dreams Mix) 6:16
- B	Another Night (Instrumental) 6:16

## Slágerlista
| Slágerlista (1990)                               | Legjobb helyezések |
| ------------------------------------------------ | ------------------ |
| Németország (Official German Charts)             | 52                 |
| Belgium (Ultratop 50 Flanders)                   | 12                 |
| Hollandia (Dutch Top 100)                        | 43                 |
| Finnország (Suomen virallinen lista              | 14                 |
| Írország (IRMA)                                  | 6                  |
| Egyesült Királyság (The Official Charts Company) | 18                 |

## Minősítések
| Ország             | Minősítések | Hivatalos eladások |
| ------------------ | ----------- | ------------------ |
| Egyesült Királyság |             | 60.000             |